# NHL Awards 2012
Die NHL Awards 2012 sind Eishockey-Ehrungen und wurden am 20. Juni 2012 im Encore Theater des Wynn Hotels in Paradise verliehen. Die Nominierungen für die einzelnen Awards wurden zwischen 20. und 30. April veröffentlicht.

## Preisträger
Hart Memorial Trophy
Wird verliehen an den wertvollsten Spieler (MVP) der Saison durch die Professional Hockey Writers' Association
- Jewgeni Malkin (RW) – Pittsburgh Penguins

Außerdem nominiert:
- Henrik Lundqvist (GK) – New York Rangers
- Steven Stamkos (C) – Tampa Bay Lightning

Ted Lindsay Award
Wird verliehen an den herausragenden Spieler der Saison durch die Spielergewerkschaft NHLPA
- Jewgeni Malkin (RW) – Pittsburgh Penguins

Außerdem nominiert:
- Henrik Lundqvist (GK) – New York Rangers
- Steven Stamkos (C) – Tampa Bay Lightning

Vezina Trophy
Wird an den herausragenden Torhüter der Saison durch die Generalmanager der Teams verliehen
- Henrik Lundqvist – New York Rangers

Außerdem nominiert:
- Pekka Rinne – Nashville Predators
- Jonathan Quick – Los Angeles Kings

James Norris Memorial Trophy
Wird durch die Professional Hockey Writers' Association an den Verteidiger verliehen, der in der Saison auf dieser Position die größten Allround-Fähigkeiten zeigte
- Erik Karlsson – Ottawa Senators

Außerdem nominiert:
- Zdeno Chára – Boston Bruins
- Shea Weber – Nashville Predators

Frank J. Selke Trophy
Wird an den Angreifer mit den besten Defensivqualitäten durch die Professional Hockey Writers' Association verliehen
- Patrice Bergeron – Boston Bruins

Außerdem nominiert:
- David Backes – St. Louis Blues
- Pawel Dazjuk – Detroit Red Wings

Calder Memorial Trophy
Wird durch die Professional Hockey Writers' Association an den Spieler verliehen, der in seinem ersten Jahr als der Fähigste gilt
- Gabriel Landeskog (LW) – Colorado Avalanche

Außerdem nominiert:
- Adam Henrique (C) – New Jersey Devils
- Ryan Nugent-Hopkins (C) – Edmonton Oilers

Lady Byng Memorial Trophy
Wird durch die Professional Hockey Writers' Association an den Spieler verliehen, der durch einen hohen sportlichen Standard und faires Verhalten herausragte
- Brian Campbell (D) – Florida Panthers

Außerdem nominiert:
- Jordan Eberle (RW) – Edmonton Oilers
- Matt Moulson (LW) – New York Islanders

Jack Adams Award
Wird durch die NHL Broadcasters' Association an den Trainer verliehen, der am meisten zum Erfolg seines Teams beitrug
- Ken Hitchcock – St. Louis Blues

Außerdem nominiert:
- Paul MacLean – Ottawa Senators
- John Tortorella – New York Rangers

Bill Masterton Memorial Trophy
Wird durch die Professional Hockey Writers' Association an den Spieler verliehen, der Ausdauer, Hingabe und Fairness in und um das Eishockey zeigte
- Max Pacioretty – Montréal Canadiens

Außerdem nominiert:
- Daniel Alfredsson – Ottawa Senators
- Joffrey Lupul – Toronto Maple Leafs

NHL General Manager of the Year Award
Wird an den General Manager eines Franchise vergeben, der sich im Verlauf der Saison als der Fähigste erwiesen hat
- Doug Armstrong – St. Louis Blues

Außerdem nominiert:
- David Poile – Nashville Predators
- Dale Tallon – Florida Panthers

### Weitere Ehrungen
Art Ross Trophy
Wird an den besten Scorer der Saison verliehen
- Jewgeni Malkin (C) – Pittsburgh Penguins 109 Punkte (50 Tore, 59 Vorlagen)

Maurice 'Rocket' Richard Trophy
Wird an den besten Torschützen der Liga vergeben
- Steven Stamkos – Tampa Bay Lightning 60 Tore

William M. Jennings Trophy
Wird an den/die Torhüter mit mindestens 25 Einsätzen verliehen, dessen/deren Team die wenigsten Gegentore in der Saison kassiert hat
- Brian Elliott – St. Louis Blues 58 Gegentore in 38 Spielen (Gegentordurchschnitt: 1.56)
- Jaroslav Halák – St. Louis Blues 90 Gegentore in 46 Spielen (Gegentordurchschnitt: 1.97)

Roger Crozier Saving Grace Award
Wird an den Torhüter mit mindestens 25 Einsätzen verliehen, der die beste Fangquote während der Saison hat
- Brian Elliott – St. Louis Blues Fangquote: 94,0 %

NHL Plus/Minus Award
Wird an den Spieler verliehen, der während der Saison die beste Plus/Minus-Statistik hat
- Patrice Bergeron – Boston Bruins +36

Conn Smythe Trophy
Wird an den wertvollsten Spieler (MVP) der Play Offs verliehen
- Jonathan Quick (GK) – Los Angeles Kings

Mark Messier Leader of the Year Award
Wird an den Spieler verliehen, der sich während der Saison durch besondere Führungsqualitäten ausgezeichnet hat
- Shane Doan (RW) – Phoenix Coyotes

King Clancy Memorial Trophy
Wird an den Spieler vergeben, der durch Führungsqualitäten, sowohl auf als auch abseits des Eises und durch soziales Engagement herausragte
- Daniel Alfredsson (RW) – Ottawa Senators

## Trophäen

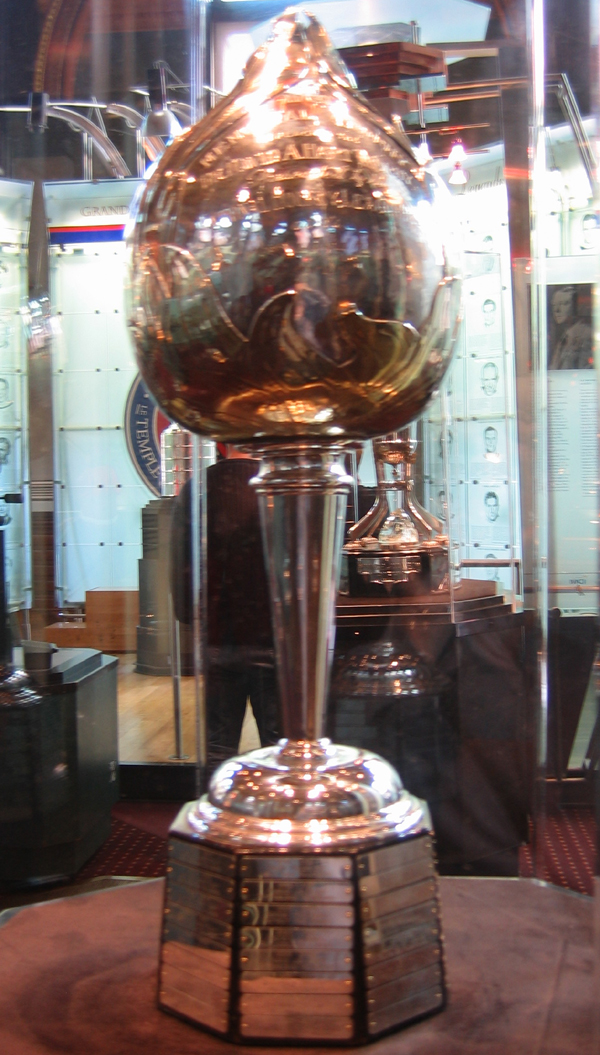
Hart Memorial Trophy
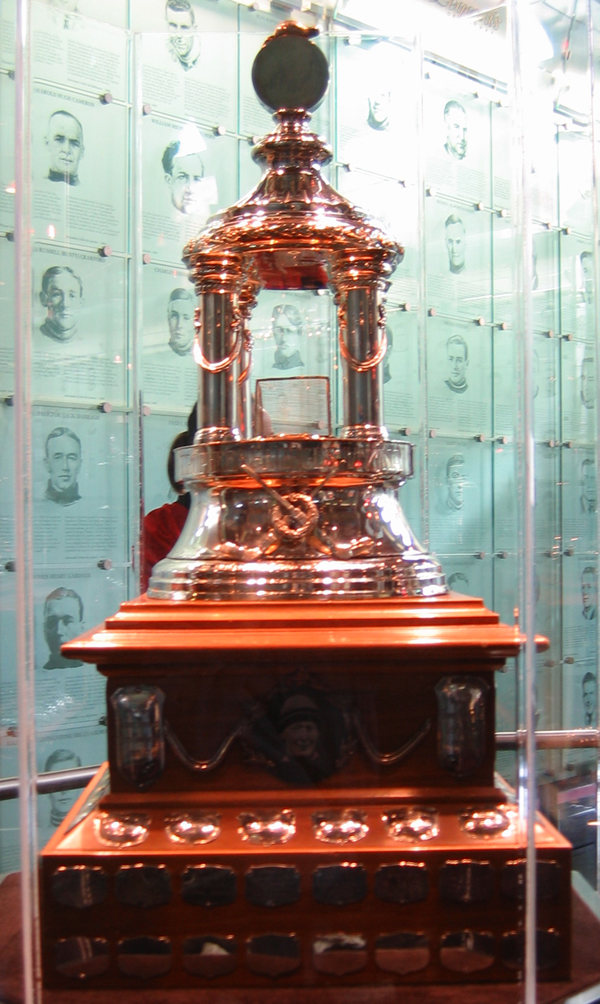
Vezina Trophy
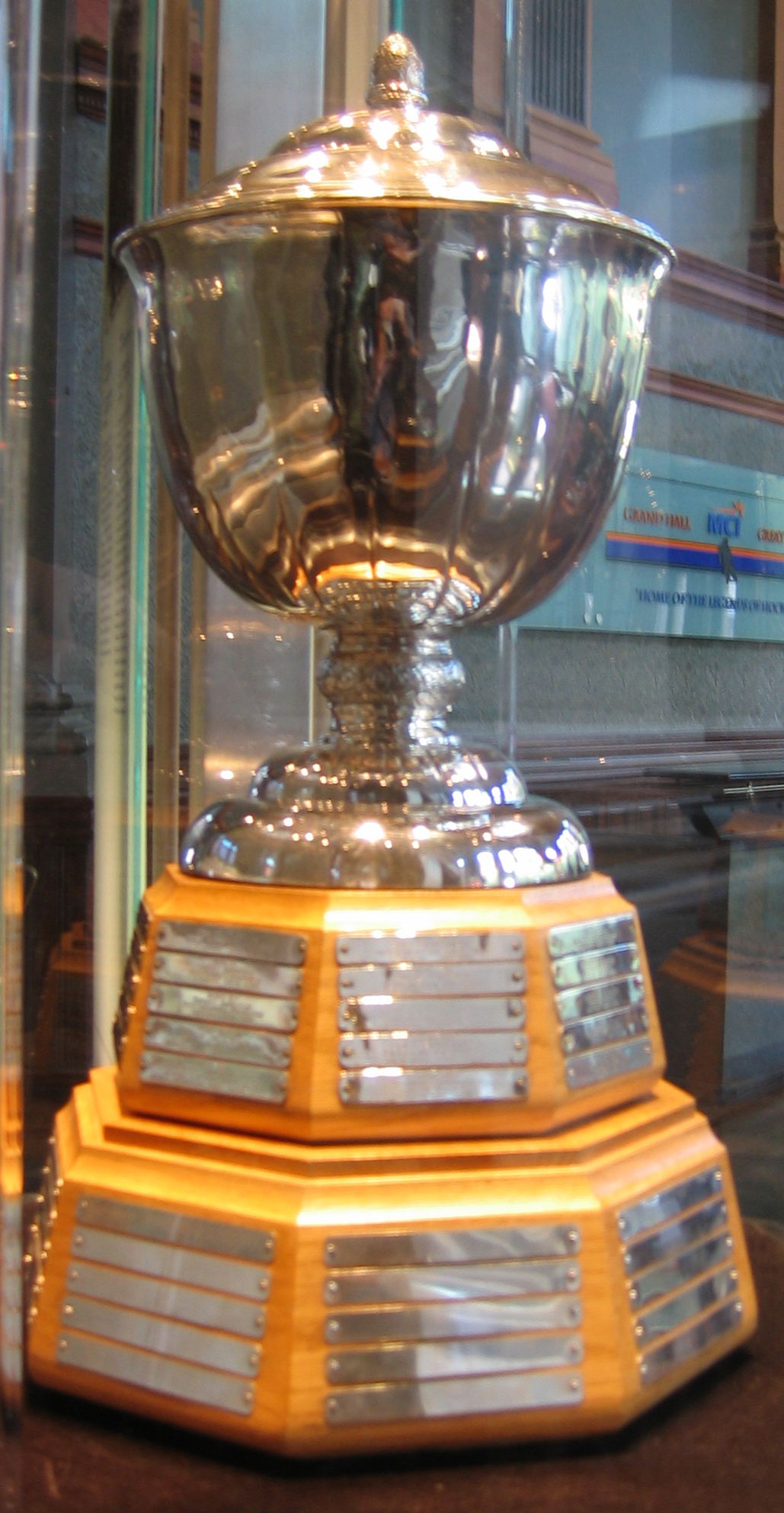
James Norris Memorial Trophy
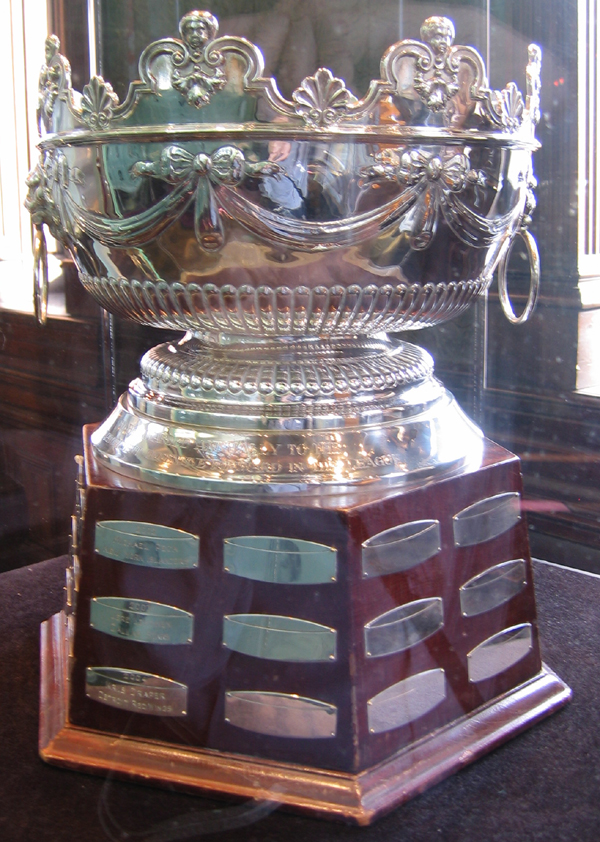
Frank J. Selke Trophy
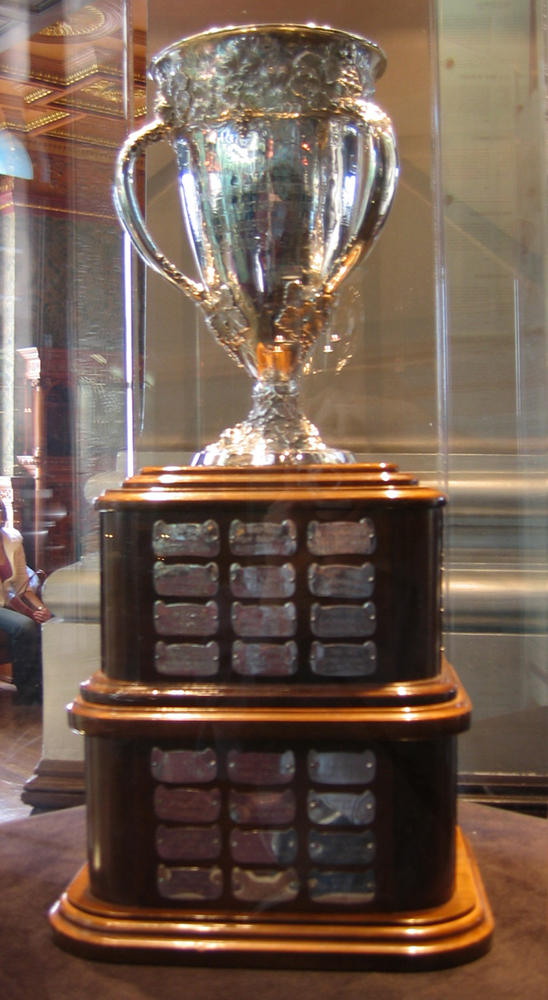
Calder Memorial Trophy
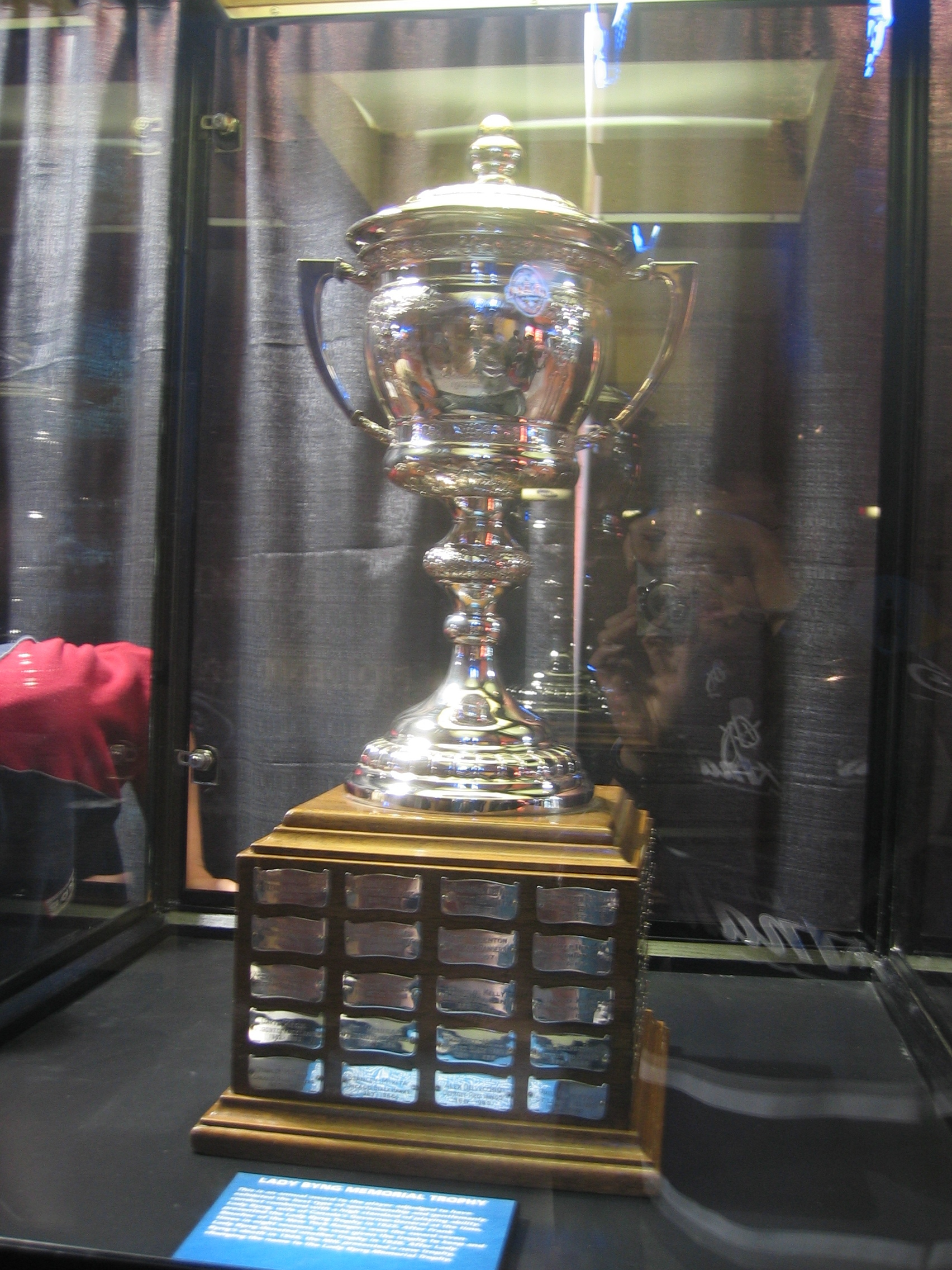
Lady Byng Memorial Trophy
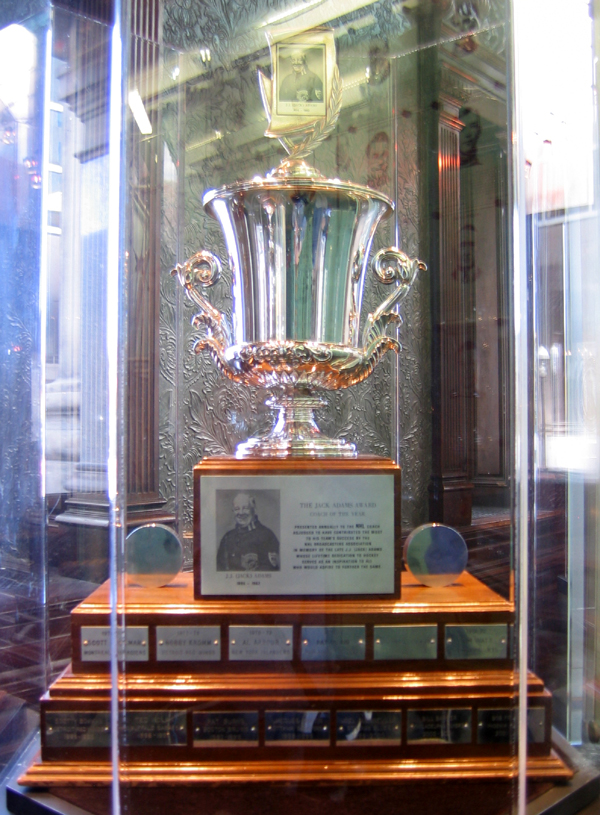
Jack Adams Award
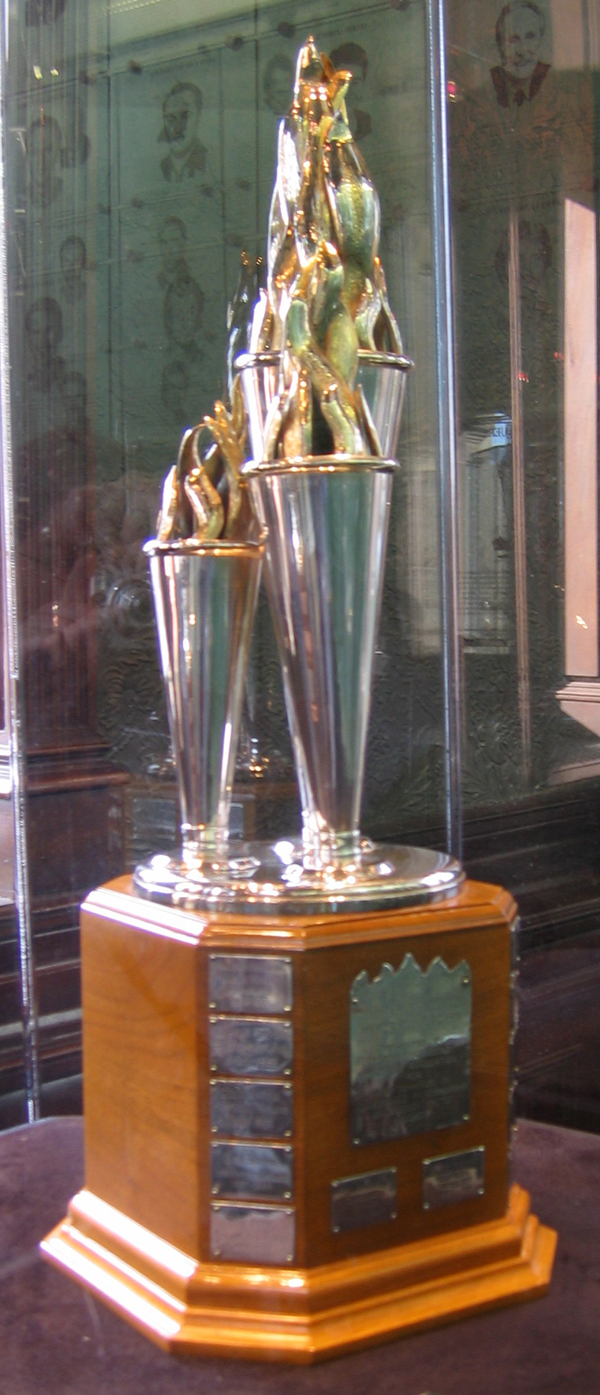
Bill Masterton Memorial Trophy
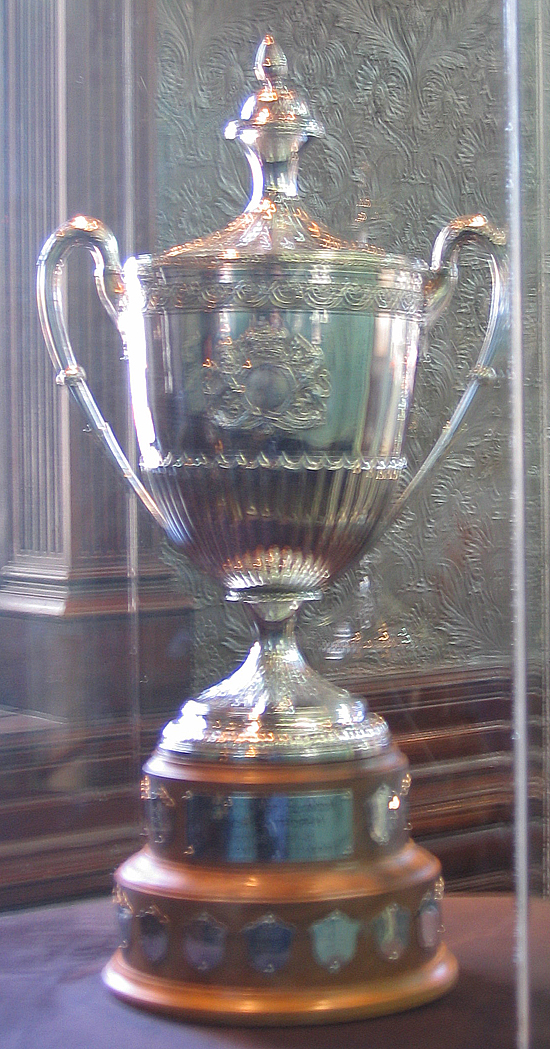
King Clancy Memorial Trophy
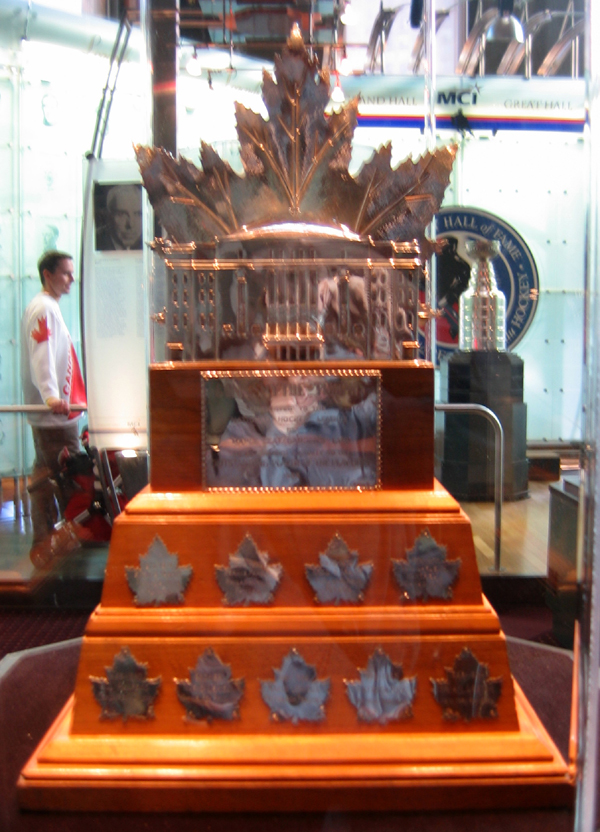
Conn Smythe Trophy
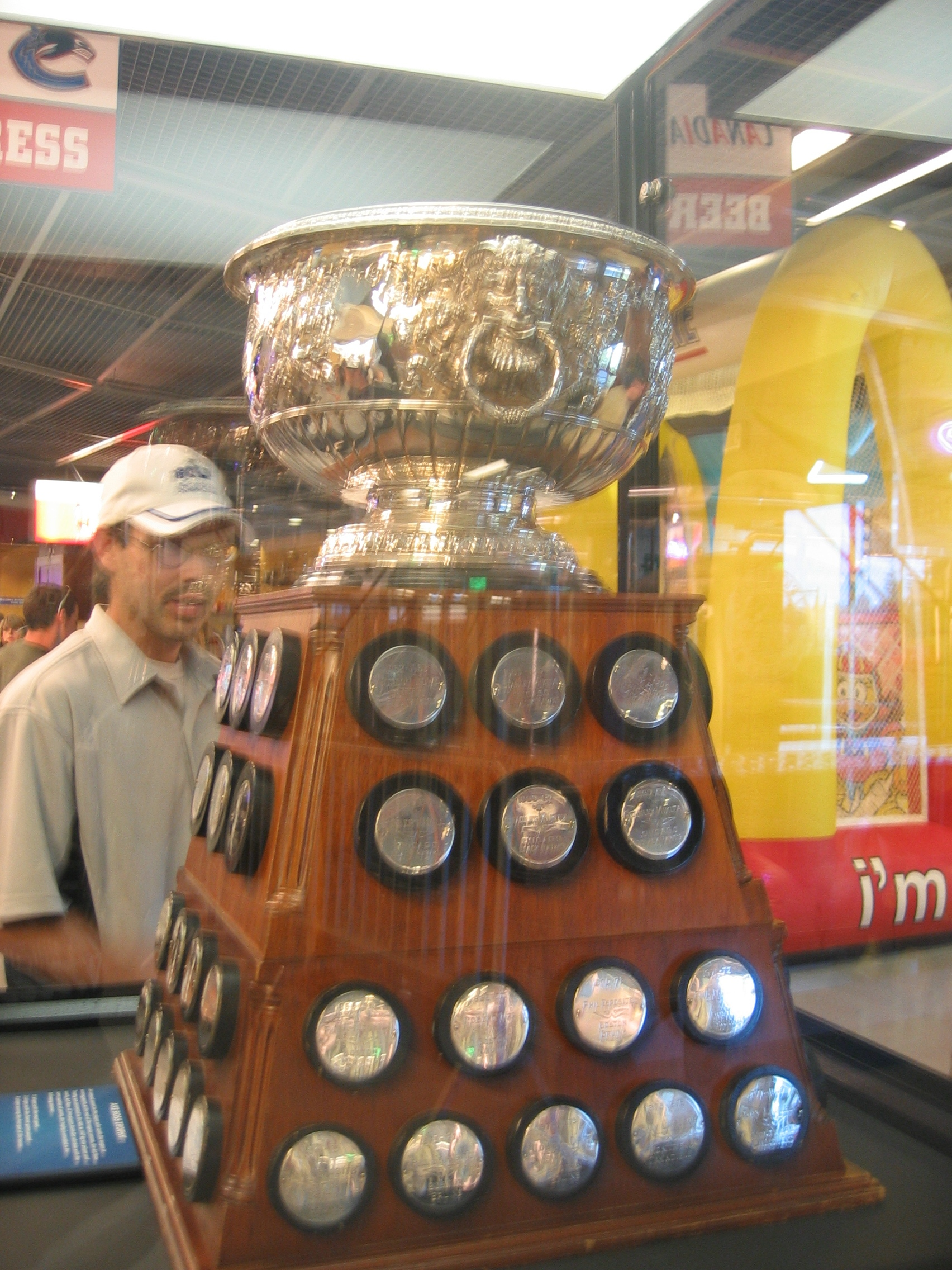
Art Ross Trophy
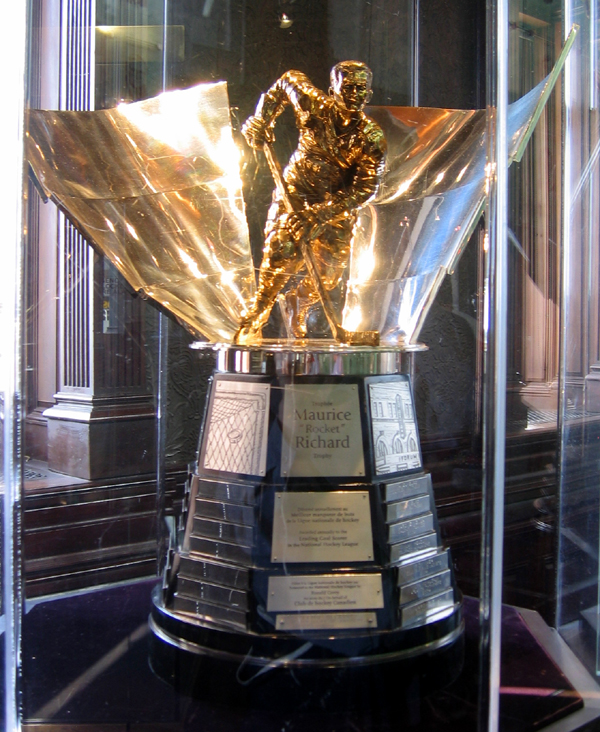
Maurice 'Rocket' Richard Trophy
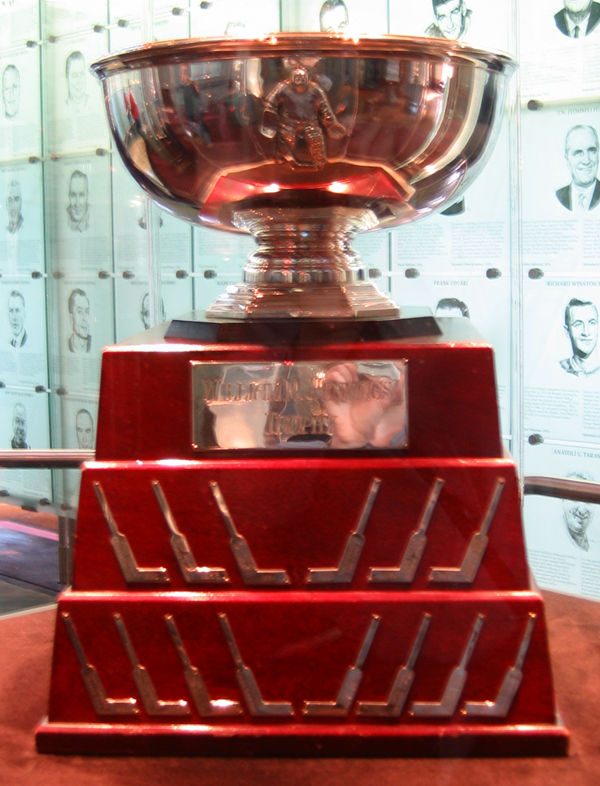
William M. Jennings Trophy